# Francesco Guerra
Francesco Guerra (Roma, 17 luglio 2001) è un mezzofondista italiano.

## Biografia
Nel 2023 vince la medaglia d'argento ai campionati europei under 23 di Espoo sui 10000 metri piani.
Nel giugno 2024 viene convocato per i campionati europei di Roma, giungendo 23º nei 10000 metri piani. Nell'ottobre dello stesso anno si laurea campione italiano assoluto dei 10 km su strada, con il tempo di 28'09".

## Palmarès
| Anno | Manifestazione      | Sede          | Evento        | Risultato | Prestazione | Note  |
| ---- | ------------------- | ------------- | ------------- | --------- | ----------- | ----- |
| 2018 | Europei U18         | Győr          | 3000 m piani  | 6ª        | 8'31"32     |       |
| 2018 | Olimpiadi giovanili | Buenos Aires  | 3000 m piani  | Batteria  | 8'24"27     |       |
| 2019 | Europei U20         | Borås         | 5000 m piani  | 10º       | 14'30"92    |       |
| 2019 | Europei di cross    | Lisbona       | Gara U20      | 70º       | 20'20"      |       |
| 2021 | Europei U23         | Tallinn       | 5000 m piani  | 8º        | 14'02"63    |       |
| 2021 | Europei di cross    | Dublino       | Gara U23      | 29º       | 25'34"      |       |
| 2022 | Mediterraneo U23    | Pescara       | 5000 m piani  | 4º        | 14'30"84    | [ 4 ] |
| 2022 | Europei di cross    | Venaria Reale | Gara U23      | 33º       | 25'05"      |       |
| 2023 | Europei U23         | Espoo         | 5000 m piani  | 9º        | 13'52"65    |       |
| 2023 | Europei U23         | Espoo         | 10000 m piani | Argento   | 29'11"86    | [ 1 ] |
| 2024 | Europei             | Roma          | 10000 m piani | 23º       | 28'31"15    | [ 3 ] |

## Campionati nazionali
2021
- 4º ai campionati italiani promesse indoor (Ancona), 1500 metri piani - 3'51"16
- Argento ai campionati italiani promesse indoor (Ancona), 3000 metri piani - 8'15"74
- 4º ai campionati italiani assoluti indoor (Ancona), 3000 m piani - 8'09"94
- Argento ai campionati italiani promesse (Grosseto), 5000 metri piani - 14'37"15
- 8º ai campionati italiani assoluti (Forlì), 10 km su strada - 28'56"

2022
- Argento ai campionati italiani promesse indoor (Ancona), 3000 metri piani - 8'15"81
- 6º ai campionati italiani assoluti indoor (Ancona), 3000 m piani - 8'30"18
- 33º ai campionati italiani assoluti (Trieste), corsa campestre, cross lungo - 32'11"
- Bronzo ai campionati italiani assoluti (Brescia), 10000 metri piani - 28'45"70
- 7º ai campionati italiani assoluti (Rieti), 5000 metri piani - 13'48"93
- 4º ai campionati italiani assoluti (Castelfranco Veneto), 10 km su strada - 29'00"

2023
- Oro ai campionati italiani promesse indoor (Ancona), 3000 metri piani - 7'59"76
- 4º ai campionati italiani assoluti (Brescia), 10000 metri piani - 28'39"04

2024
- 5º ai campionati italiani assoluti indoor (Ancona), 3000 m piani - 8'06"09
- Oro ai campionati italiani di 10 km su strada - 28'09"

2025
- Oro ai campionati italiani assoluti, 10000 m piani - 29'01"36
- Argento ai campionati italiani assoluti indoor, 3000 m piani - 7'58"35
- Argento ai campionati italiani assoluti (Caorle), 5000 m piani - 13'48"12

## Altre competizioni internazionali
2017
- 5º al Festival olimpico della gioventù europea ( Győr), 3000 m piani - 8'39"68

2022
- ritirato alla Coppa Europa dei 10000 metri ( Pacé), 10000 m piani - dnf
- 8º al BOclassic ( Bolzano), 29'37"

2023
- 12º al BOclassic ( Bolzano), 30'11"

2024
- 10º alla Stramilano ( Milano), mezza maratona - 1h03'19"
- 9º al Birell Grand Prix ( Praga) - 28'34"
- 10º alla BOclassic ( Bolzano) - 29'13"

2025
- 8º in Coppa Europa dei 10000 metri ( Pacé) - 28'23"59